# 3189 Пенза
3189 Пенза (енгл. 3189 Penza) је астероид главног астероидног појаса чија средња удаљеност од Сунца износи 3,095 астрономских јединица (АЈ).
Апсолутна магнитуда астероида је 12,6.